# Okkertræand
Okkertræand (latin: Dendrocygna bicolor) er en tropisk træand.